# 岸田綱太郎
岸田 綱太郎（きしだ つなたろう、1920年3月15日 - 2006年9月13日）は、ラブレ乳酸菌の発見、インターフェロンの研究などで知られる医学博士。ウイルスなどの侵入から体を守るタンパク質・インターフェロンの研究を1960年代から始め、1972年に日本で初めてヒトインターフェロンを人工的に生成し、肝炎や白血病の患者らに投与した。原爆投下2カ月後の広島に京都府立医大調査団の一員として赴いた経験から、反核医師の会京都代表を務め、核兵器反対や平和を訴える講演活動なども続けていた。
東京都出身。京都府立医科大学名誉教授。鮎川哲也賞受賞作家の岸田るり子は長女。同志社大学文学部、京都府立医科大学卒。昭和期の美術品として最初に重要文化財に指定された速水御舟の義兄でありコレクターであった有形、無形の文化財の保護に尽くした吉田幸三郎の実息子である。
1972年に白血球インターフェロンを生成。1986年に私財を投じて財団法人ルイ・パストゥール医学研究センターを設立した。1993年にすぐき漬けから植物性乳酸菌ラブレ菌を発見したことを発表。

## 経歴
- 1939年10月　同志社大学心理学科卒業
- 1943年10月　同志社大学文学部助手
- 1944年3月　同助手退職
- 1950年3月　京都府立医科大学卒業
- 1952年6月　京都府立医科大学教室助手

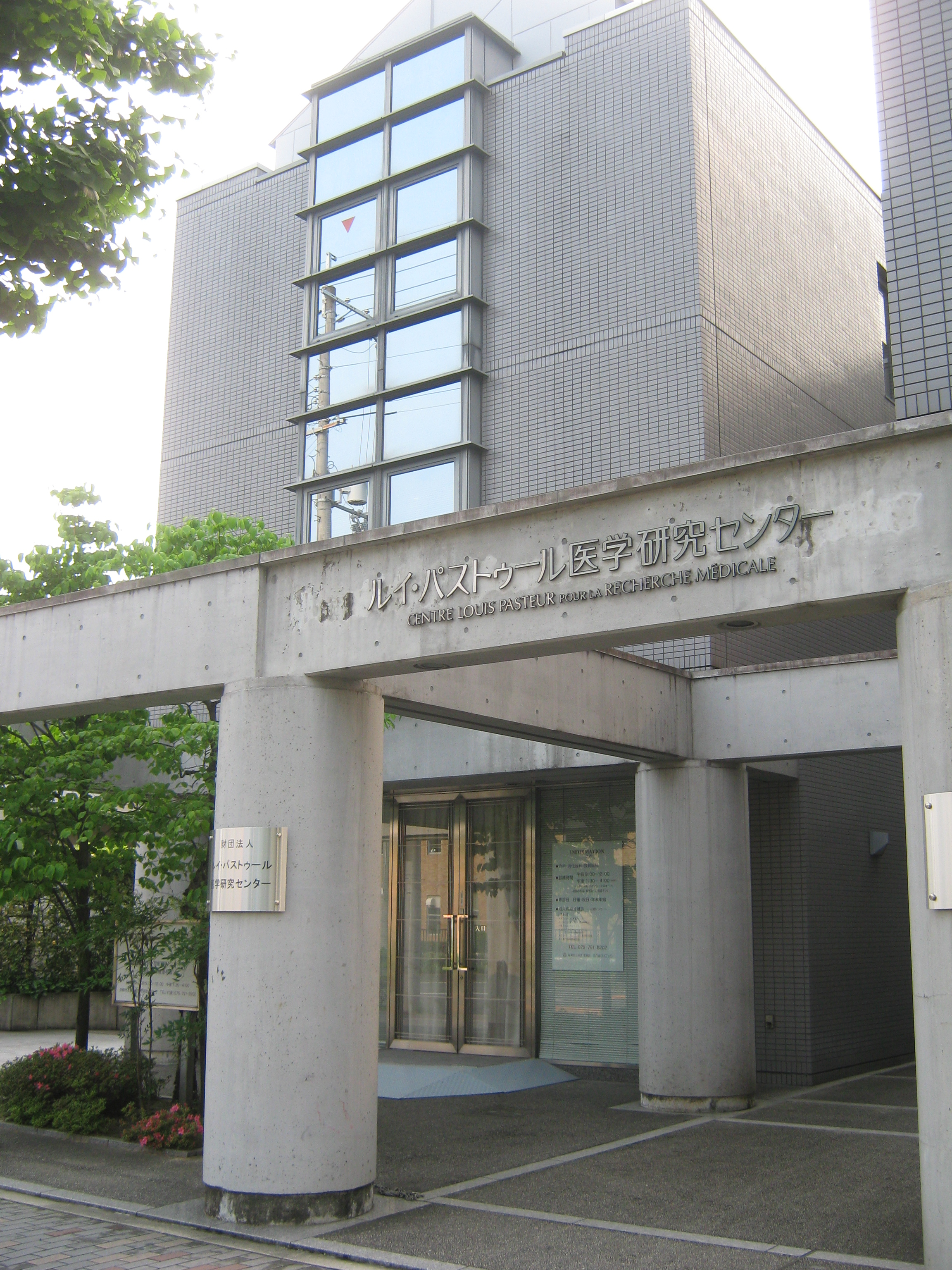
ルイ・パストゥール医学研究センター、京都市左京区

- 1959年11月　フランス政府留学生としてギュスターブ・ルッシィ癌研究所に留学
- 1961年1月　帰国。3月長女岸田るり子誕生
- 1963年12月　長男岸田綱郎誕生
- 1967年7月　京都府立医科大学微生物学教室助教授
- 1974年4月　家族で渡仏し、フランスのサン・ルイ病院実験血液学研究所において、共同研究をおこなう
- 1975年4月　フランス滞在中、京都府立医科大学微生物学教室教授に就任
- 1979年1月　フランス政府より　教育文化功労賞（Palmes academiques ）受賞
- 1983年3月　京都府立医科大学教授定年退官
- 1983年4月　京都府立医科大学名誉教授
- 1984年3月　フランスのパストゥール研究所（パリ）より創立記念メダルを贈与
- 1986年3月　財団法人京都ルイパストゥール研究所（のち、ルイ・パストゥール医学研究センター）設立。理事長　所長に就任
- フランス政府より、国家功労勲章(Chevalier de l'ordre national du merite)受章
- 1992年11月　クラクフの会会長
- 1993年9月　京漬け物すぐき漬けから、ラブレ乳酸菌を発見
- 1994年12月　ウクライナ共和国アカデミー会員
- 1995年10月　メチニコフ研究所から記念メダル授受
- 2003年8月　京都日仏協会会長
- 2004年5月　北仏リール大学よりパストゥールメダル授受
- 2006年9月13日肺炎のため死去。享年86。叙正五位、授瑞宝小綬章